# Wyśmierzyce (gmina)
Pour les articles homonymes, voir Wyśmierzyce.
Wyśmierzyce est une gmina mixte (urbaine-rurale) du Powiat de Białobrzegi, dans la Voïvodie de Mazovie, dans le centre-est de la Pologne.
Son siège administratif est la ville de Wyśmierzyce, qui se situe environ 10 kilomètres à l'ouest de Białobrzegi (siège de la powiat) et 63 kilomètres au sud de Varsovie (capitale de la Pologne).
La gmina couvre une superficie de 104,31 kilomètres carrés pour une population de 2 897 habitants en 2006 avec une population de 889 habitants pour la ville de Wyśmierzyce et une population de la partie rurale de la gmina de 2 008 habitants.

## Histoire
De 1975 à 1998, la gmina est attachée administrativement à la voïvodie de Radom. Depuis 1999, elle fait partie de la voïvodie de Mazovie.

## Géographie
Outre la ville de Wyśmierzyce, la gmina inclut les villages de :
- Brodek
- Górki
- Grzmiąca
- Jabłonna
- Jeruzal
- Kiedrzyn
- Klamy
- Korzeń
- Kostrzyn
- Kozłów
- Kożuchów
- Olszowe
- Paprotno
- Redlin
- Romanów
- Ulaski Grzmiąckie
- Ulaski Stamirowskie
- Witaszyn
- Wólka Kożuchowska

### Gminy voisines
La gmina de Wyśmierzyce est voisine des gminy suivantes :
- Białobrzegi
- Klwów
- Mogielnica
- Nowe Miasto nad Pilicą
- Potworów
- Promna
- Radzanów